# Fiefoerniek (Mertens)
Fiefoerniek, op. 147 is een compositie voor fanfareorkest van de Limburgse componist Hardy Mertens. De bewerking voor harmonieorkest is van de hand van Helen Hendricks. Deze compositie, geschreven in opdracht van de VARA-BFO, was een verplicht werk voor fanfare in de 3e divisie op het festival Fanfare '88.
De versie voor harmonieorkest is op cd opgenomen door de Koninklijke Militaire Kapel onder leiding van Pierre Kuijpers.